# モーブッサン
モーブッサン（MAUBOUSSIN）は、1827年に創業したフランスの老舗ジュエリーブランド。パリのいわゆるグランサンクに属する名門ブランドである。ハイジュエリーを中心に展開し、時計なども取り扱う。
フランスの多くの宝飾ブランドが大手資本の傘下に入る中、モーブッサンは今でも独立した経営の体制を保っている。
創業者はMonsieur Rocher（ムッシュ・ロシェ）と表記されていることが多いが、正式名称は公表されていない。

## デザイン
創業時よりカラーストーンに力を入れており、大ぶりのカラーストーンを使ったデザインの指輪が有名。
時代の流れに合わせたデザインから、昔ながらのモーブッサンらしさをのこした個性的なデザインまで、多種多様なデザインを揃える。

## 沿革
世界的に有名になったきっかけとして、世界中で流行したアール・デコスタイルの台頭となるパリ万国博覧会_(1925年)でのゴールドメダル受賞や、その後の1928年～1931年に行った3つの展覧会の成功が大きい。
その後、モーブッサンの宝飾品は多くのオートクチュールと組み合わされ、それらを取り扱う女性ファッション誌に多く掲載され、さらに知名度をあげていくことなる。
1933年以降は世界的にも知名度が高くなっており、特にアール・デコのスタイルを好んだ中東の王族からも多く愛用されていた。
1946年にはヴァンドーム広場に本社を移転し、グランサンクと呼ばれるヴァンクリーフ&アーペルやブシュロンなどの有名ブランドと名を連ねた。
その後も順調に成長は続き、1990年代初頭にはブルネイの皇太子とも太い取引をするようになり、莫大な利益を得ることとなる。
しかし、そのブルネイの皇太子が突如失脚することとなり、それがきっかけで大きな経営難となってしまう。
その結果、2002年にスイスの投資家ドミニク・フレモンに事業を売却することとなり、CEOにアラン・ネマルクを迎え、現在まで新しい歩みを続けている。
現体制になってからは、高級宝飾をより一般へ身近にできるような企業努力を続け、母国フランスでも業績は巻き返している。
2005年以降は東京やシンガポールなどのアジアを中心に、世界での販売路線のさらなる拡大を図っている。

## 歴史
- 1827年 - 宝石細工師のロシェが現在のパリ2区グルネタ通り64番地にてジュエリー工房を始める。
- 1869年 - ロシェのいとこでありビジネスパートナーであるジャン＝バプティスト・ヌーリーが経営責任者となる。
- 1873年 - ウィーン万国博覧会に出展。
- 1878年 - パリ万国博覧会 (1878年)にてブロンズメダルを受賞。
- 1898年 - ジャンの甥にあたるジョルジュ・モーブッサンが経営責任者となる。
- 1922年 - 社名を現在の「Mauboussin」に変更。
- 1923年 - パリ2区ショワズール通り3番地に本社を移転。
- 1924年 - ニューヨークで行われたフランス博覧会にてグランプリを受賞。
- 1925年 - パリ万国博覧会 (1925年)にてゴールドメダルを受賞。パリを代表するグランメゾンとして紹介される。
- 1928年～1931年 - 1928年にはロンドンでエメラルド、1929年にはパリ16区ガリエラ美術館でルビー、1931年には同パリでダイヤモンドの展覧会を開く。
- 1946年 - パリのヴァンドーム広場に本社を移転。
- 1955年 - ヴァンドーム広場に新しくブティックをオープン。
- 1994年 - 時計の製造を開始。
- 2002年 - スイスの投資家であるドミニク・フレモンが株式の70%を取得[2]。後の2005年には100%の所有となる[3]。新たな経営戦略のため、アラン・ネマルクを経営責任者に任命[4]。
- 2006年 - 日本初となるブティックが銀座にオープン。同年6月には5000人に0.10ctのダイヤモンドを無料でプレゼントするキャンペーンを行い、話題となった[5]。
- 2008年 - アメリカ初となるブティックがニューヨークにオープン。